# Perálec
Perálec (en allemand : Peraletz) est une commune du district de Chrudim, dans la région de Pardubice, en République tchèque. Sa population s'élevait à 243 habitants en 2022.

## Géographie
Perálec se trouve à 4 km au nord-ouest du centre de Proseč, à 25 km au sud-est de Chrudim, à 32 km au sud-est de Pardubice et à 121 km à l'est-sud-est de Prague.
La commune est limitée par Skuteč au nord-ouest, par Hluboká au nord, par Zderaz à l'est, par Proseč au sud et à l'ouest.

## Histoire
La première mention écrite de la localité date de 1349.

## Administration
La commune se compose de deux sections :
- Perálec
- Kutřín

## Galerie

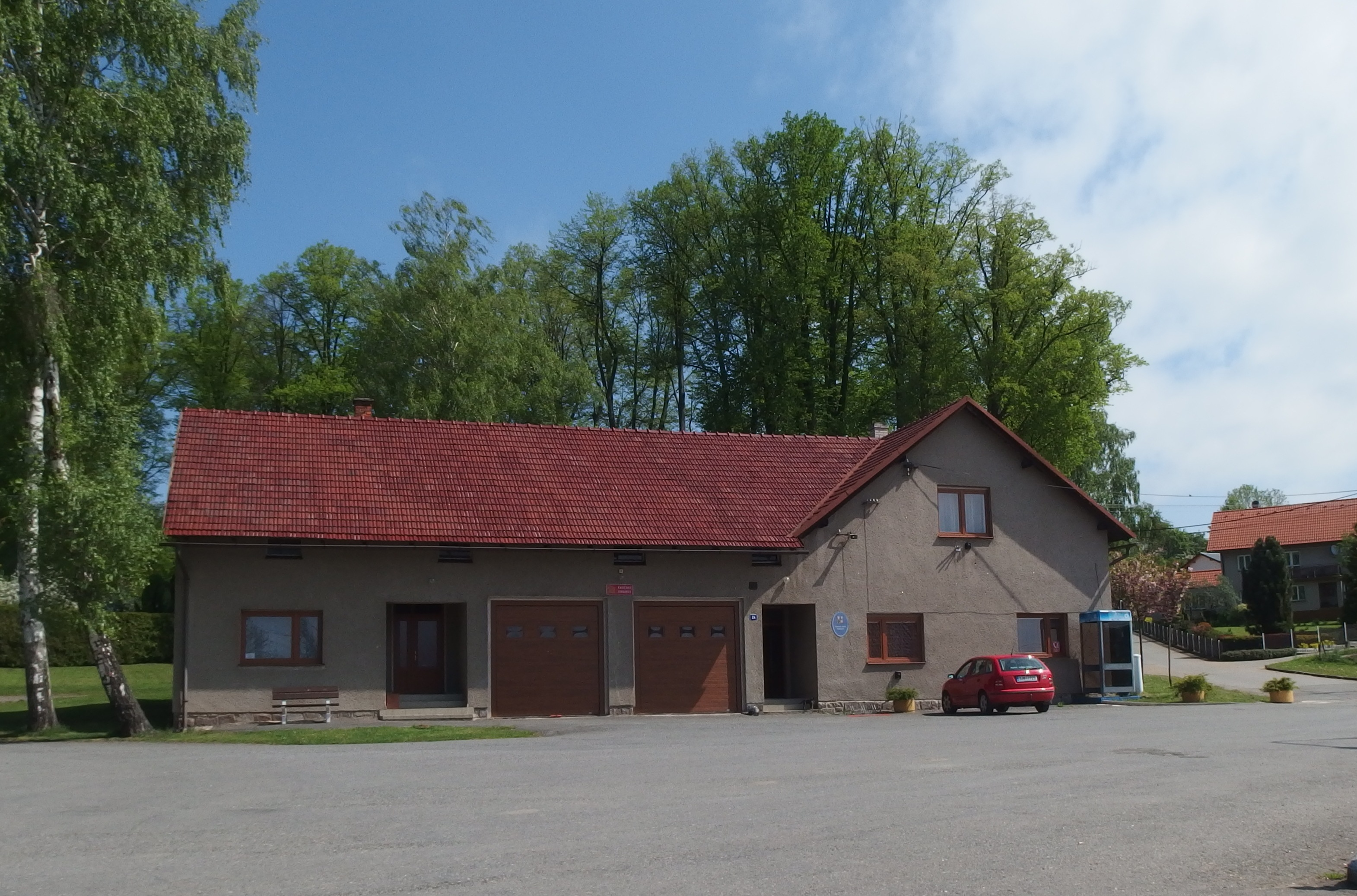
Perálec : la mairie.
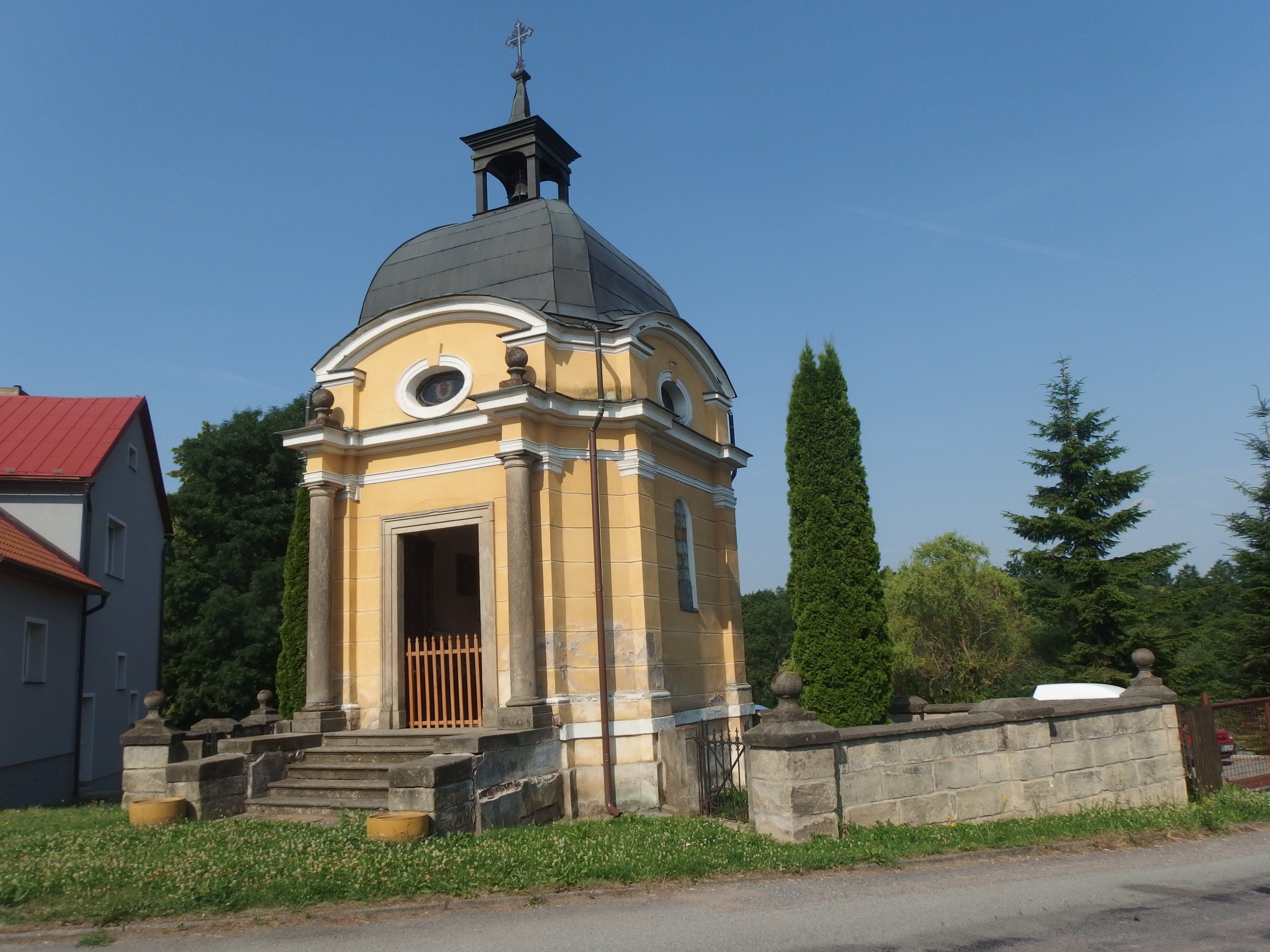
Kutřín : chapelle du Sacré-Cœur.

## Transports
Par la route, Perálec se trouve à 8 km de Skuteč, à 30 km de Chrudim, à 40 km de Pardubice et à 158 km de Prague. 